# Walter Jamouneau
Walter Jamouneau (* 21. September 1912 in New Jersey; † 13. September 1988 in Pennsylvania) war ein amerikanischer Luftfahrtingenieur und maßgeblich an der Entwicklung der Piper J-3 beteiligt. Die J-3 ist eines der wichtigsten Flugzeuge der Luftfahrtgeschichte, weil es eine ähnliche Rolle für die Luftfahrt spielte, wie das Ford T-Modell für die Verbreitung des Automobils.

## Leben
Walter Jamouneau stieß 1931 nach seinem Studium zu dem US-amerikanischen Flugzeughersteller Taylor Aircraft Company. William T. Piper, der zu der Zeit die finanzielle Kontrolle bei der Taylor Aircraft Corporation hatte, übertrug Walter Jamouneau 1935 die Überarbeitung der Taylor E-2, die sich auf Grund zahlreicher Probleme nicht durchsetzen konnte. Da die E-2 nach Pipers Ansicht zu aufwendig und damit zu teuer für eine Massenfertigung war, entwickelte Jamouneau auf dieser Basis die Taylor J-2, die ab 1938 von Piper als Piper J-3 angeboten wurde. Die J-3 besaß eine verbesserte Aerodynamik, einen leistungsstärkeren Motor, ein verbreitertes Fahrwerk mit einem lenkbaren Spornrad und Sitze in Tandemanordnung. Von 1938 bis 1947 wurden bei Piper 14.125 Exemplare gefertigt. Der Buchstabe „J“ in der Projektbezeichnung stand nicht wie oft kolportiert für den Namen „Jamouneau“, sondern war in der Taylor-Sequenz nach „H“ und der Auslassung von „I“ wegen der Verwechslungsgefahr, die nächstfolgende Variantenbezeichnung. Von dem Nachfolgermodell Piper PA-18 Super Cub wurden rund 9.000 Stück gebaut.
Jamouneau wurde nach diesem Erfolg Mitglied des Vorstandes der Piper Aircraft und verbrachte den Rest seines gesamten Arbeitsleben bei der Gesellschaft.